# EMBOSS
EMBOSS (acrònim procedent de l'anglès European Molecular Biology Open Programari Suite) és una eina bioinformàtica de codi obert creada per EMBnet (Xarxa Europea de Bioinformàtica), i que s'utilitza especialment en els àmbits de la biologia molecular i la genètica. Es tracta d'un programari versàtil que rep dades en diversos formats i que els analitza de múltiples maneres. Conté una gran varietat d'eines centrades en l'anàlisi d'àcids nucleics i proteïnes. Si bé s'executa en la línia d'ordres, existeixen GUIs que faciliten la seva manipulació sota un entorn gràfic.
Els nucli del grup EMBOSS col·labora amb altres grups científics i acadèmics per desenvolupar noves aplicacions requerides per al desenvolupament bioinformàtic. EMBnet tenia aquest origen, basat en diversos nòduls a nivell mundial, la majoria dels quals són els serveis nacionals de bioinformàtica. Els seus inicis es remunta al setembre de 1998, quan es va celebrar el primer taller en què 30 persones d'EMBnet es van reunir a Hinxton per conéixer sobre el projecte i discutir el camí a seguir.
El paquet EMBOSS conté una varietat d'aplicacions per a l'alineació de seqüències, la cerca ràpida en bases de dades o la identificació de motius proteïcs (incloent l'anàlisi de dominis), entre d'altres. Les biblioteques de què consta, AJAX i NUCLEUS, es troben publicades sota la llicència LGPL, mentre que totes les aplicacions ho estan sota la llicència pública general GNU.

## Aplicacions disponibles d'EMBOSS
| Grup                            | Descripció                                                     |
| ------------------------------- | -------------------------------------------------------------- |
| Acd                             | Utilitats per a arxius Acd                                     |
| Alignment consensus             | Obté seqüències consens                                        |
| Alignment differences           | Troba diferències entre seqüències                             |
| Alignment dot plots             | Comparacions de seqüències tipus dot blot                      |
| Alignment global                | Alineament de seqüències global                                |
| Alignment local                 | Alineament de seqüències local                                 |
| Alignment multiple              | Alineament de seqüències múltiple                              |
| Display                         | Mostra seqüències                                              |
| Edit                            | Edita seqüències                                               |
| Enzyme kinetics                 | Calcula paràmetres de cinètica enzimàtica                      |
| Feature tables                  | Eines d'anotació                                               |
| HMM                             | Anàlisi de model ocult de Márkov                               |
| Information                     | Ajuda general i informació                                     |
| Menus                           | Interfície de menús                                            |
| Nucleic 2d structure            | Estructura secundària d'àcids nucleics                         |
| Nucleic codon usage             | Ús de codons                                                   |
| Nucleic composition             | Composició de nucleòtids d'un àcid nucleic                     |
| Nucleic CpG islands             | Detecció d'illes Cpg                                           |
| Nucleic gene finding            | Predicció de gens                                              |
| Nucleic motifs                  | Cerca de motius en àcids nucleics                              |
| Nucleic mutation                | Mutació d'àcids nucleics                                       |
| Nucleic primers                 | Predicció d'encebadors                                         |
| Nucleic profiles                | Generació de perfils d'àcids nucleics                          |
| Nucleic repeats                 | Detecció de repeticions en àcids nucleics                      |
| Nucleic restriction             | Anàlisi de restricció                                          |
| Nucleic RNA folding             | Anàlisi del plegament d'ARN                                    |
| Nucleic transcription           | Predicció de promotors, terminadores i factors de transcripció |
| Nucleic translation             | Traducció de seqüències                                        |
| Phylogeny consensus             | Mètodes de filogènia per consens                               |
| Phylogeny continuous characters | Mètodes de filogènia per caràcter continu                      |
| Phylogeny discrete characters   | Mètodes de filogènia per caràcter discret                      |
| Phylogeny distance matrix       | Mètodes de filogènia per distància                             |
| Phylogeny gene frequencies      | Mètodes de filogènia per freqüència gènica                     |
| Phylogeny molecular sequence    | Anàlisi de seqüències i filogènia                              |
| Phylogeny tree drawing          | Dibuix d'arbres filogenètics                                   |
| Protein 2d structure            | Estructura secundària de les proteïnes                         |
| Protein 3d structure            | Estructura terciària de les proteïnes                          |
| Protein composition             | Composició de seqüències proteiques                            |
| Protein motifs                  | Cerca de motius proteics                                       |
| Protein mutation                | Mutació de proteïnes                                           |
| Protein profiles                | Cerca en perfils de proteïnes                                  |
| Test                            | Eines de prova, no per a ús general                            |
| Utils database creation         | Instal·lació de bases de dades                                 |
| Utils database indexing         | Indexat de bases de dades                                      |
| Utils misc                      | Utilitats vàries                                               |